# Puig Pedrós (Aguilar de Segarra)
El Puig Pedrós és una muntanya de 638 metres que es troba al municipi d'Aguilar de Segarra, a la comarca catalana del Bages.